# 富山県道312号鞍川中町線
富山県道312号鞍川中町線（とやまけんどう312ごう くらかわなかまちせん）は富山県氷見市内を通る一般県道（富山県道）である。

## 概要

### 路線データ
- 起点：富山県氷見市鞍川字下77番1[1]（＝有磯高校前交差点・国道415号交点）
- 終点：富山県氷見市中町29[1]（＝比美町交差点・国道415号（富山県道373号薮田下田子線重複）交点）

## 歴史
- 1960年（昭和35年）4月23日：路線認定[1][2]。

## 地理

### 通過する自治体
- 富山県
  - 氷見市

### 接続道路
- 国道415号（鞍川バイパス）（氷見市鞍川・有磯高校前交差点：起点）
- 国道160号（氷見バイパス）（氷見市鞍川・鞍川高架橋交差点）
- 国道415号（富山県道373号薮田下田子線重複）（氷見市比美町・比美町交差点：終点）

### 周辺
- 氷見市社会福祉会館
- 氷見市老人福祉センター
- 加越能バス 氷見自動車営業所
- 金沢医科大学氷見市民病院
- 富山県高岡厚生センター 氷見支所
- 朝日山公園
- ハッピータウン・ショッピングセンター
- 氷見郵便局
- 氷見市役所
- 氷見伏木信用金庫 本店
- 氷見漁港